# The Hunna
The Hunna ist eine britische Indie-Rock-Band aus Watford in England. Mit dem Album 100 kamen sie 2016 erstmals in die britischen Charts.

## Bandgeschichte
Die vier Musiker Ryan Potter, Dan Dorney, Junate Angin und Jack Metcalfe stammen aus der Grafschaft Hertfordshire, die im Süden an London grenzt. Sie wuchsen alle in Watford auf. Sie besuchten unterschiedliche Schulen und lernten sich erst nach und nach kennen. 2015 schlossen sie sich zu The Hunna zusammen und waren schnell in ihrer Region erfolgreich. Für ihre erste Doppelsingle Bonfire / She’s Casual konnten sie noch in ihrem Debütjahr Tim Larcombe gewinnen, der schon mit Lana Del Rey und Halsey zusammengearbeitet hatte. Sie gingen mit den Coasts auf Tour und arbeiteten danach an ihrem Debütalbum 100. Es erschien im August 2016 und brachte sie auf Anhieb in die Top 20 der britischen Charts. Und sie verkauften es über 60.000 Mal, was ihnen eine Silberne Schallplatte einbrachte.
Im nächsten Jahr waren sie schon Headliner bei den Reading and Leeds Festivals. Und sie bereiteten ein zweites Album vor, das im Sommer 2018 erschien. Dare kam auf Platz 12 der Charts, war aber  trotz der etwas besseren Platzierung nicht ganz so erfolgreich wie das Debütalbum. Derweil sammelte ihre Debütsingle von 2015 immer mehr Streaming-Abrufe und beide Lieder darauf übertrafen 2019 die Marke für eine Silber-Auszeichnung. Das dritte Album I’d Rather Die Than Let You In wurde für den Herbst 2020 angekündigt.

## Diskografie
Alben

| Jahr | Titel Musiklabel                           | Höchstplatzierung, Gesamtwochen, AuszeichnungChartsChartplatzierungen (Jahr, Titel, Musiklabel, Platzierungen, Wochen, Auszeichnungen, Anmerkungen) | Anmerkungen                                               |
| Jahr | Titel Musiklabel                           | UK | Anmerkungen                                               |
| ---- | ------------------------------------------ | --- | --------------------------------------------------------- |
| 2016 | 100 300 Entertainment                      | UK13 Gold · (2 Wo.)UK | Erstveröffentlichung: 26. August 2016 Verkäufe: + 100.000 |
| 2018 | Dare High Time                             | UK12 (1 Wo.)UK | Erstveröffentlichung: 13. Juli 2018                       |
| 2020 | I’d Rather Die Than Let You In LMW Records | UK59 (1 Wo.)UK | Erstveröffentlichung: 2. Oktober 2020                     |
| 2022 | The Hunna LMW Records                      | UK30 (1 Wo.)UK | Erstveröffentlichung: 28. Oktober 2022                    |

Singles
- 2015: Bonfire (UK: Gold)
- 2015: She’s Casual (UK: Platin)
- 2016: We Could Be
- 2016: You & Me
- 2017: Summer
- 2017: Dare
- 2018: Flickin’ Your Hair
- 2018: Y.D.W.I.W.M
- 2018: NY to LA
- 2019: IGHTF
- 2020: Cover You (feat. Travis Barker)
- 2020: Dark Times
- 2021: Bad Place
- 2022: Trash
- 2022: Fugazi

## Auszeichnungen für Musikverkäufe
Anmerkung: Auszeichnungen in Ländern aus den Charttabellen bzw. Chartboxen sind in ebendiesen zu finden.
| Land/RegionAuszeichnungen für Musikverkäufe (Land/Region, Auszeichnungen, Verkäufe, Quellen) | Gold     | Platin  | Verkäufe  | Quellen   |
| -------------------------------------------------------------------------------------------- | -------- | ------- | --------- | --------- |
| Vereinigtes Königreich (BPI)                                                                 | 2× Gold2 | Platin1 | 1.100.000 | bpi.co.uk |
| Insgesamt                                                                                    | 2× Gold2 | Platin1 |           |           |